# Diego Saravia Saravia
Diego Saravia Saravia (Melo, 12 de septiembre de 1941) es un productor rural y político uruguayo perteneciente al Partido Nacional.

## Biografía
De bajo perfil en la historia de Cerro Largo, su nombre surgió a fines de la década de los 90, debido a la sorpresiva muerte de su hijo Villanueva Saravia, y las constantes disputas por la sucesión con su yerno Serafín Bejérez, que derivaron en la suspensión de este y su asunción en diciembre de 1999, según decreto de la Junta Departamental.

## Trayectoria política
En medio de sus andanzas políticas, creó el sector Saravista Herrerista, con el número de hoja de votación 258, que compitió en las elecciones internas de 1999, apoyando la precandidatura de Alberto Volonté.
Para las elecciones municipales del 2000, acompaña la candidatura de Sergio Botana con su sector, obteniendo 2207 votos, que le permitió obtener una banca en la Junta Departamental.
Después de 14 años en el anonimato y dedicado a su estancia en Lechiguana, volvió a la actividad política para militar a favor de la precandidatura de Juan Sartori para las elecciones internas de 2019.